# Carl Albert Regnet
Carl Albert Regnet, auch Karl Albert Regnet (geboren am 5. Mai 1822 in Straubing; gestorben am 7. April 1886 in München) war ein deutscher Jurist und kulturhistorischer Schriftsteller.

## Leben
Nach dem Gymnasialabschluss 1840 am (heutigen) Wilhelmsgymnasium München studierte er in München Philosophie (= Grundstudium) und Jura.
Regnet war im bayerischen Justizdienst tätig, zunächst 1858 als Assessor beim Landgericht München, von 1859 bis 1863 als Polizeikommissär bei der Polizeidirektion München, 1864 als Staatsanwalt und von 1865 bis zu seinem Ruhestand 1868 als Bezirksamtmann in Landau an der Isar. Im Ruhestand lebte er in München.
Heute noch bekannt ist er jedoch vor allem für seine kunst- und kulturhistorischen Schriften. Zu seinen Werken zählen Biografien Münchener Künstler, die er in den Münchener Künstlerbildern 1871 in zwei Bänden herausgab. Sein bekanntestes Werk ist München in guter alter Zeit (1879). Er verfasste zahlreiche Beiträge für Sammelbände und Zeitschriften wie Die Gartenlaube oder Die Kunst für alle, aber auch Schriften, die sich mit allgemeinen Themen befassten, darunter zahlreiche geographische Aufsätze.
Im Münchener Stadtbezirk Bogenhausen-Daglfing wurde die Regnetstraße nach ihm benannt.

## Publikationen (Auswahl)
- Der Dienst des Gemeindeschreibers in seinem ganzen Umfange. Ein Hand- und Hilfsbuch für Stadt-, Markt- und Gemeindeschreiber, sowie für Schullehrer-Seminäre. Krüll’sche Universitäts-Buchhandlung, Landshut 1862 (bavarikon.de).
- Der Wirkungskreis der bayerischen Gemeindebehörden diesseits und jenseits des Rheins. Ein Hand- und Nachschlagebuch für Magistrate, Gemeinde- und Kirchenverwaltungen und Armenpflegen. Beck, Nördlingen 1869 (bavarikon.de).
- Münchener Künstlerbilder. Ein Beitrag zur Geschichte der Münchener Kunstschule in Biographien und Charakteristiken. Band 1. Weigel, Leipzig 1871, urn:nbn:de:bvb:12-bsb11000390-2.
- Münchener Künstlerbilder. Ein Beitrag zur Geschichte der Münchener Kunstschule in Biographien und Charakteristiken. Band 2. Weigel, Leipzig 1871, urn:nbn:de:bvb:12-bsb11000391-7.
- München in guter alter Zeit. Nach authentischen Quellen culturgeschichtlich geschildert. G. Franz, München 1879 (babel.hathitrust.org).
- Wohlunterrichteter Begleiter zum Passionsspiel im Jahre 1880, welcher sagt, wie das Spiel entstand, sich im Verlauf der Jahrhunderte erhielt, zur jetzigen Gestalt entwickelte und was die Bilder all bedeuten, auch wie man mit rechtem Genuss dahin reisen und wieder heimkehren kann. Ackermann, München 1880.
- München (= Städtebilder und Landschaften aus aller Welt 1/2). Schmidt, Zürich 1885.
- Heinrich Heinlein. In: Friedrich Pecht (Hrsg.): Die Kunst für alle. 1. Jahrgang, Heft 7, 1886, S. 190–191 (uni-heidelberg.de).